# 巴茲吉耶村
巴茲吉耶村（波斯語：‎），是伊朗吉兰省阿姆拉什县兰库区沙布庫斯拉特鄉的一个村。2006年人口普查顯示該村人口为203人，分佈在57个家庭中。